# Caprella dubia
Caprella dubia är en kräftdjursart som beskrevs av Hansen 1887. Caprella dubia ingår i släktet Caprella och familjen Caprellidae. Inga underarter finns listade i Catalogue of Life.